# أديل جيرارد
أديل جيرارد (بالإنجليزية: Adele Girard)‏ هي عازفة الجاز أمريكية، ولدت في 25 يونيو 1913 في هوليوك في الولايات المتحدة، وتوفيت في 7 سبتمبر 1993 في دنفر في الولايات المتحدة.

## وصلات خارجية
- أديل جيرارد على موقع ميوزك برينز (الإنجليزية)
- أديل جيرارد على موقع أول ميوزيك (الإنجليزية)
- أديل جيرارد على موقع ديسكوغز (الإنجليزية)